# Cinema dell'orrore

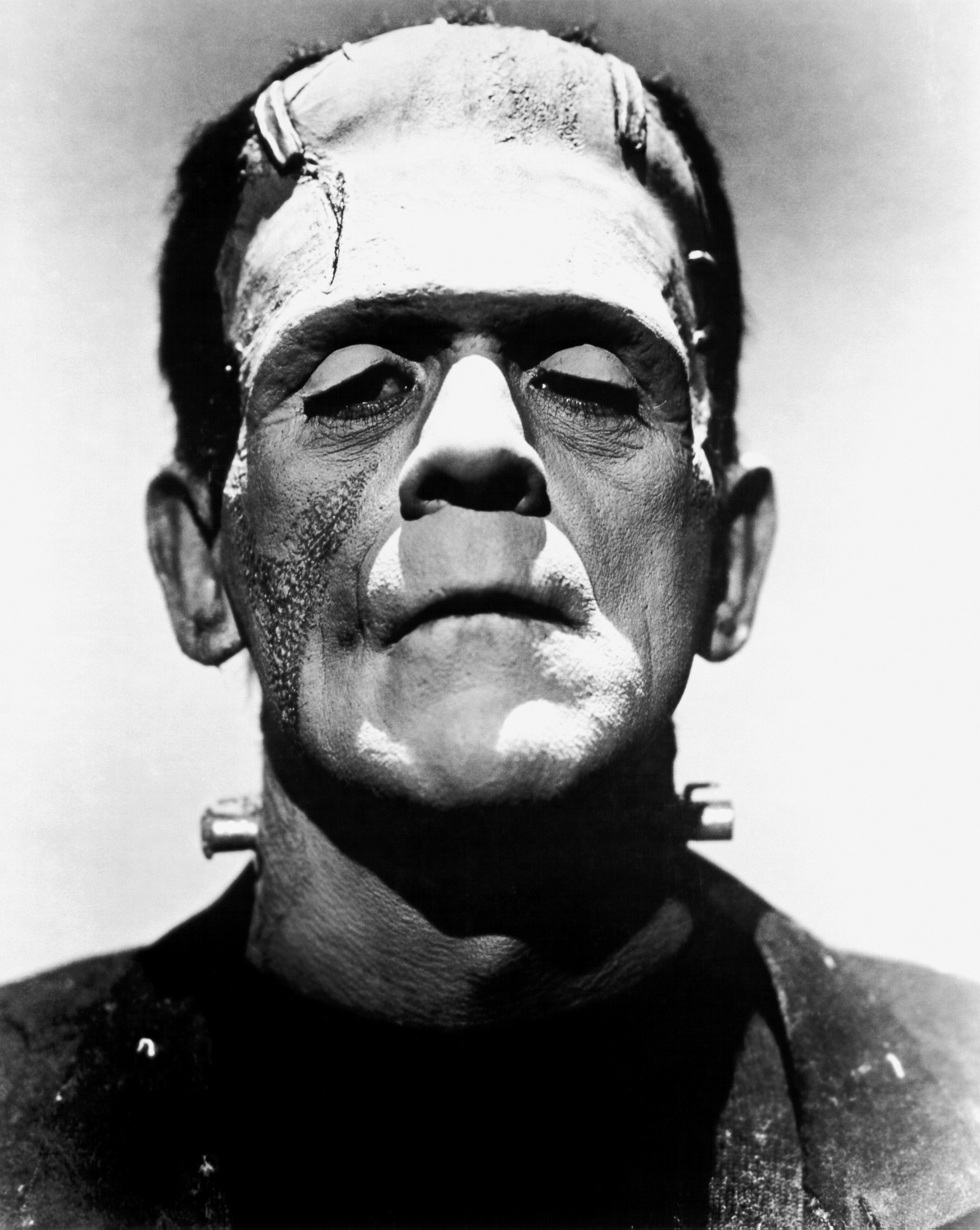
Boris Karloff in Frankenstein (1931)

Il cinema dell'orrore o cinema horror è un genere cinematografico caratterizzato quasi sempre da personaggi immaginari e mostruosi, situazioni macabre, irrazionali o di origine soprannaturale e con atmosfere da brivido. Il genere, presente già dagli albori del cinema muto, avrebbe continuato ad esserlo per tutto il XX secolo e oltre, con lungometraggi di grande successo, realizzati anche da grandi registi, che sarebbero entrati nella storia del cinema a partire da film come Nosferatu il vampiro (1922) di Murnau, Frankenstein di James Whale, Dracula di Tod Browning (1931), La mummia (1932) di Karl Freund, seguiti nei decenni successivi da altre opere di successo di altri grandi registi come Alfred Hitchcock, Federico Fellini, Werner Herzog o Stanley Kubrick che realizzarono rispettivamente Gli uccelli (1963), Tre passi nel delirio (1968), Nosferatu, il principe della notte (1979) e Shining (1980).

## Storia

### Origini

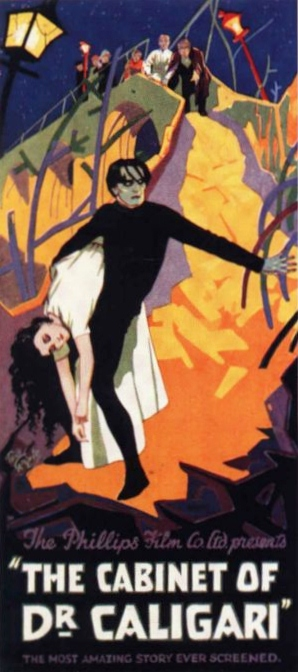
Locandina del film di Robert Wiene Il gabinetto del dottor Caligari (1920)

Le prime immagini di eventi soprannaturali si possono trovare in alcuni cortometraggi muti creati da pionieri del cinema quali Georges Méliès durante l'ultimo decennio dell'Ottocento il più famoso è Le manoir du diable (1896) che si pensa sia il primo film horror della storia. Un altro suo progetto horror è La caverne maudite del 1898..
I primi anni del XX secolo portarono ulteriori opere considerate pietre miliari nel genere horror: fra i più importanti e riconosciuti dagli studiosi c'è da annoverare Lo studente di Praga, storia di un giovane che vende l'anima al diavolo. Per quel che riguarda il cinema italiano (in questo periodo l'Italia inizia ad affermarsi come una delle industrie cinematografiche più importanti a livello mondiale) molto importanti alcune scene de l'Inferno (dall'opera di Dante) del 1909 (di cui ci è rimasta una versione di poco successiva). L'inferno fu uno dei primi successi internazionali del cinema italiano e, sebbene non possa ascriversi completamente al genere horror, mette in scena alcuni personaggi infernali (Minosse, Cerbero) e nel finale mostra un terrificante Lucifero gigante nell'atto di divorare un dannato.
Tra le altre apparizioni, non ascrivibili al horror soprannaturale, che vedono protagonista un mostro in un lungometraggio, vanno segnalate quelle relative a Quasimodo, personaggio de Il gobbo di Notre Dame. Tra i film con questo personaggio ci sono: Esmeralda (1905) di Victorin-Hippolyte Jasset e Alice Guy, The Hunchback (1909), The Love of a Hunchback (1910) e Il gobbo di Notre Dame (1923). Per quel che riguarda l'horror fantascientifico, da ricordare che la prima apparizione del Dr. Jekill è del 1908.
Molti dei primi film d'orrore furono fatti da registi tedeschi tra gli anni dieci e venti; diversi ebbero una notevole influenza sulle future produzioni di Hollywood, ad esempio Il Golem (1915) di Paul Wegener o Nosferatu il vampiro (1922) di Friedrich Wilhelm Murnau, un adattamento non autorizzato di Dracula di Bram Stoker. Il più importante di quest'epoca è probabilmente Il gabinetto del dottor Caligari che è considerato il simbolo del cinema espressionista.. L'importanza del cinema espressionista tedesco, per quel che riguarda l'horror, è determinata non solo dai soggetti trattati, ma dallo stile della messa in scena e delle scenografie. Per la prima volta l'horror ricorre alla rappresentazione deforme dello spazio e all'enfatizzazione delle ombre (malefiche) in contrasto con la luce (benefica) per esprimere l'orrore e suscitare inquietudini nello spettatore. Tecniche che saranno poi riprese dall'horror hollywoodiano, grazie anche ai transfughi tedeschi che emigrarono dalla Germania nazista verso gli Stati Uniti tra anni Trenta e Quaranta.
In seguito i film hollywoodiani ripresero i vecchi temi come Il gobbo di Notre Dame (1923) e The Monster (1925), entrambi con Lon Chaney, la prima star del cinema horror, il cui ruolo più importante fu ne Il fantasma dell'opera (1925).

### Anni trenta e quaranta
Fu nei primi anni trenta che i produttori statunitensi, in particolar modo la Universal Pictures, resero popolari i film horror, portando sullo schermo personaggi di successo come Dracula (1931), Frankenstein (1931), La mummia (1932) e L'uomo invisibile (1933). Alcuni attori iniziarono a costruire intere carriere su film come questi (ad esempio Boris Karloff e Bela Lugosi).
Altri studi cinematografici non ebbero lo stesso successo ma sono comunque da citare Il dottor Jekyll (1931) di Rouben Mamoulian (prodotto dalla Paramount) e La maschera di cera (1933) di Michael Curtiz (Warner Bros.).

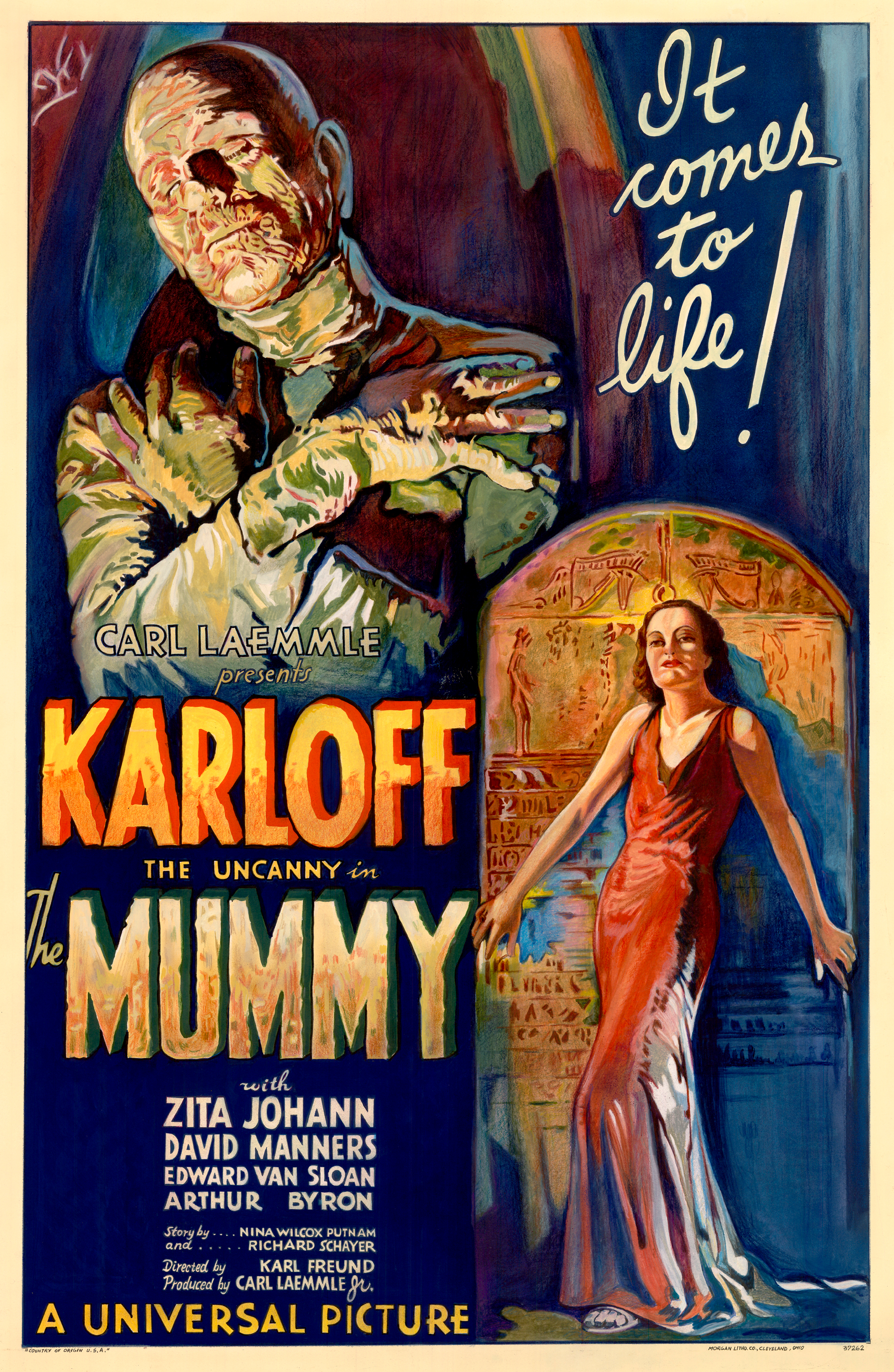
Locandina del film La mummia

La serie dei film horror della Universal continuò negli anni quaranta con L'uomo lupo (1941), non il primo film sui lupi mannari, ma certamente il più influente. Inoltre la Universal continuò, durante questo decennio, la serie di film su Frankenstein, così come altri film su mostri già visti sullo schermo. Sempre nello stesso decennio, Val Lewton produsse per la RKO una serie di film di notevole influenza, tra cui Il bacio della pantera (1942), L'uomo leopardo (1943), Ho camminato con uno zombi (1943), tutti distinti dalla presenza di elementi tipici del genere (creature spaventose, ombre sui muri), caratterizzati dalla regia di Jacques Tourneur.

### Anni cinquanta

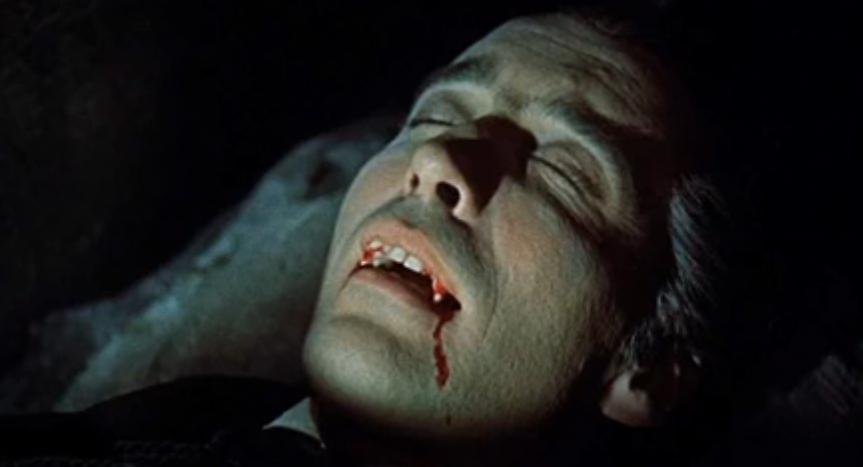
Dracula il vampiro (1958). È questo film ad introdurre i canini retrattili per il Conte Dracula (qui l'attore Christopher Lee alla prima delle sue 16 interpretazioni del personaggio)

Con i radicali cambiamenti nella tecnologia che ci furono negli anni Cinquanta, anche gli horror cambiarono e passarono dalla linea gotica a quella di fantascienza. Ci furono numerosi film d'orrore di seconda categoria dove gli umani se la dovevano vedere con entità extraterrestri: invasioni aliene, mutazioni, piante o insetti. In questi film furono utilizzati nuovi trucchi, come il 3-D, che portarono il pubblico settimana dopo settimana a spaventi migliori e maggiori. I film di maggior qualità di questo periodo, oltre a La cosa da un altro mondo (1951), attribuito nei crediti a Christian Nyby ma considerato in realtà un'opera di Howard Hawks, e L'invasione degli Ultracorpi (1956) di Don Siegel, cercarono di portare lo spettatore in un'atmosfera evocante la guerra fredda.
Gli ultimi anni cinquanta e primi anni sessanta videro la nascita di case cinematografiche esclusivamente per i film horror, come la britannica Hammer Film Productions e la Amicus Productions. La Hammer raggiunse un grande successo internazionale coinvolgendo personaggi classici dell'horror, spesso interpretati da Peter Cushing e Christopher Lee, come La maschera di Frankenstein (1957), Dracula il vampiro (1958), La mummia (1959) e molti seguiti. La Hammer e il regista Terence Fisher sono universalmente riconosciuti come i pionieri del moderno cinema horror. La Amicus iniziò la sua produzione nel 1965 con Le cinque chiavi del terrore, film ad episodi diretto da Freddie Francis, che include cinque racconti tenuti insieme da un prologo ed un epilogo; tale formato narrativo, definito anche omnibus, divenne un tratto distintivo della piccola casa di produzione britannica.
L'American International Pictures (AIP) realizzò anche una serie di film ispirati ai racconti di Edgar Allan Poe, prodotti da Roger Corman e con Vincent Price. Queste produzioni, a volte controverse, spianarono la strada ad una violenza più esplicita sia negli horror che in altri generi di film.
Nel 1957 viene realizzato I vampiri, diretto dal regista Riccardo Freda, ovvero il primo film italiano dell'orrore nel cinema sonoro. Questa pellicola aprirà una nuova stagione dell'horror di produzione italiana che proseguirà nei decenni successivi, guidata dallo stesso Freda, Mario Bava e Antonio Margheriti.
I film horror dei decenni precedenti fino agli anni cinquanta sono tutti costellati da figure archetipe dell'immaginario collettivo, spesso mutuate dalla letteratura di genere. Ma è a partire da questo decennio che vengono introdotti nuovi concetti e personaggi; ed è da questo decennio che i film horror cominciano realmente ad assimilare le paure diffuse per renderle sullo schermo senza filtri, o quasi, così da divenire lo specchio più credibile dello sviluppo della società. Infatti è proprio a partire da questi anni l'introduzione degli alieni come modificazione (spesso in negativo) dei miti classici di fate ed elfi, ormai passati di moda e troppo poco credibili; ma gli alieni vengono anche utilizzati per parlare, e mettere in guardia, del pericolo comunista (per quanto riguarda questa lettura, su tutti spicca L'invasione degli Ultracorpi). Altro personaggio tipico di quest'epoca è lo scienziato pazzo, o lo scienziato a cui sfugge di mano la propria scoperta (si veda L'esperimento del dottor K.) concetto preso da Frankenstein ovviamente, ma che viene ripreso a seguito del rapido sviluppo tecnico e scientifico di quegli anni, sviluppo troppo rapido e troppo radicale perché la gente se ne appropriasse senza paura (particolare, in quest'ottica è Assalto alla Terra (1954), film in cui la scienza, oltre ad essere causa, o concausa, del male viene rappresentata come unica soluzione).

### Anni sessanta

Una giovane zombie che divora il cadavere di suo padre, ne La notte dei morti viventi (1968)

Negli anni sessanta il genere si spostò verso l'"horror psicologico", con thriller come Psyco (1960) di Alfred Hitchcock e Che fine ha fatto Baby Jane? (1962) di Robert Aldrich, che spostavano l'effetto suspense dai soliti "mostri" alle psicosi umane che sfociavano in efferati atti sadomasochistici; L'occhio che uccide (1960) di Michael Powell è un chiaro esempio di questa caratteristica. Gli horror psicologici continuarono ad essere prodotti sporadicamente, con Il silenzio degli innocenti (1991), tra i più importanti.
I fantasmi e i mostri continuarono comunque a rimanere popolari: Suspense (1961) e Gli invasati (1963) furono due horror psicologici tinti di soprannaturale. Gli uccelli (1963) di Alfred Hitchcock fu il primo esempio di "natura che impazzisce" combinata con un horror psicologico.
Ci furono anche numerosi film fatti con un budget ridotto. Alcuni esempi sono Blood Feast (1963) (il primo film Gore) e Two Thousand Maniacs! (1964), entrambi di Herschell G. Lewis, che prevedevano schizzi di sangue e sanguinosi svisceramenti. Notevole per le scene molto forti, sebbene non considerabile splatter, è Occhi senza volto (1960) di Georges Franju, capolavoro del cinema dell'orrore francese.
Uno dei più influenti film horror degli anni sessanta fu La notte dei morti viventi (1968) di George A. Romero. Questo film sugli zombie fu più tardi dichiarato "culturalmente, storicamente ed esteticamente significativo" abbastanza da essere preservato nel National Film Registry. Portò l'horror ancora più distante dal vecchio filone gotico dei primi anni e lo introdusse nella vita delle persone moderne.

### Anni settanta
Con il successo dei film a basso budget e il sempre crescente interesse del pubblico all'occulto, il genere fu in grado di sfornare una serie di pellicole molto intense, spesso con contenuti sessuali, diventate A-movie (nonostante avessero le caratteristiche dei B-movie). Molti di questi film furono fatti da registi rispettabili.
Rosemary's Baby - Nastro rosso a New York (1968) di Roman Polański fu acclamato sia dalla critica che dal pubblico, e fu un precursore dell'esplosione dell'occulto degli anni settanta; il film ha il merito indiscusso di riportare in primo piano il tema demoniaco all'interno di un cinema horror che si concentra sul realismo delle situazioni, mostrando come il male possa manifestarsi anche in un ambiente domestico, invece dei classici castelli o case stregate. Questa esplosione include il grande successo L'esorcista (1973), diretto da William Friedkin e sceneggiato da William Peter Blatty (che scrisse anche il romanzo), e altri film dove Satana si impossessa del corpo di una donna o di un bambino. Bambini demoniaci e reincarnazioni diventarono temi popolari nei film horror (come Audrey Rose (1977) di Robert Wise, dove un uomo sostiene che sua figlia sia la reincarnazione di una persona morta). Un altro famoso film horror religioso fu Il presagio (1976), nel quale un uomo scopre che suo figlio adottivo è l'Anticristo.
Gli avvenimenti degli anni sessanta (come la guerra in Vietnam) iniziarono ad influenzare gli horror di quel periodo: L'ultima casa a sinistra (1972) di Wes Craven e Non aprite quella porta (1974) di Tobe Hooper sono un esempio; George Romero esaminò l'espansione della nuova società consumista nel suo sequel sugli zombi, Zombi (1978); il regista canadese David Cronenberg rinnovò il personaggio dello scienziato pazzo esplorando le paure della gente sulla tecnologia e la società, iniziando con Il demone sotto la pelle (1975).
Importanti anche, in Italia, Profondo rosso (1975) e Suspiria (1977) di Dario Argento. Sempre negli anni settanta arrivò sul grande schermo Stephen King. Molti dei suoi libri sono stati trasformati in film, a partire dal suo primo romanzo, Carrie, che diventò Carrie - Lo sguardo di Satana (1976) per merito di Brian De Palma, che stava anche per essere candidato agli Oscar, anche se fu fatto spesso notare che il suo punto di forza non era la capacità di spaventare ma l'esplorazione psicologica. John Carpenter, che aveva già diretto Dark Star (1974) e il film d'azione Distretto 13 - Le brigate della morte (1976), ispirato a Un dollaro d'onore di Howard Hawks, creò Halloween - La notte delle streghe (1978), che introdusse la caratteristica dei "teenager uccisi da un super assassino", elemento caratterizzante il neonato genere slasher. Halloween diventò uno dei film indipendenti di maggior successo mai fatti ed ebbe numerosi seguiti. Questo film poi, ebbe come protagonista una donna e questo fu un vero e proprio cambiamento.
Alien (1979) di Ridley Scott combinò la violenza tipica dei film anni settanta con i "monster movie" degli anni precedenti e riavvicinò l'horror alla fantascienza. Ci furono numerosi seguiti di gran qualità a questo film e un'infinità di imitazioni negli anni successivi. Ancora una volta abbiamo una donna per protagonista (Ellen Ripley, interpretata da Sigourney Weaver), ma questa volta il suo ruolo è ancora più determinate.
Nello stesso periodo ci fu un'esplosione di produzione horror in Europa, grazie a registi italiani come Dario Argento, Mario Bava, Antonio Margheriti, Pupi Avati, Ruggero Deodato e Lucio Fulci, considerati fra i maggiori esponenti della scena gotica italiana, e spagnoli come Paul Naschy (vero nome Jacinto Molina), Amando de Ossorio e Jesús Franco. Questi film in genere coinvolgevano i personaggi classici del cinema horror (vampiri, lupi mannari, demoni, zombie, killer psicopatici) ma possedevano uno stile caratteristico, diverso da quello dell'horror made in USA.
Intanto, i registi di Hong Kong iniziarono a essere ispirati dai film della Hammer e dalla produzione europea e cominciarono a fare film horror con protagonisti esclusivamente asiatici. La Shaw Scope produsse La leggenda dei sette vampiri d'oro (1973) in collaborazione con la Hammer, e in seguito iniziò a creare propri film più originali. Questo genere esplose negli anni ottanta, con Close Encounters of the Spooky Kind (1981) di Sammo Hung, che lanciò il sottogenere della "commedia horror kung-fu"; esempi di questo nuovo genere sono Mr. Vampire (1985) e Storia di fantasmi cinesi (1987).
A partire dagli anni sessanta, fino agli anni settanta (e soprattutto in questo decennio) il cinema horror subisce una nuova e importante modifica; è in questo periodo infatti che vengono creati quelli che sono gli attuali stili classici del genere. Al di là delle creazioni dei vari sottogeneri, il cambiamento più radicale è nel protagonista negativo delle vicende. Il mostro infatti, che nel cinema horror classico era effettivamente un essere del tutto non umano, o non più umano (dal mostro della laguna nera a Dracula), ora in questi anni diviene un essere umano, o in cerca di vendetta o impazzito e assetato di sangue; l'aspetto perturbante non è più in ciò che la gente non conosce, quanto in ciò che la gente conosce ma di cui non può avere del tutto fiducia.

### Anni ottanta
Praticamente tutti i film horror di successo degli anni ottanta ebbero un seguito: Poltergeist - Demoniache presenze (1982), diretto da Tobe Hooper, ebbe due seguiti ed una serie TV. I tantissimi seguiti di Halloween e di Venerdì 13 (1980), e il film splatter soprannaturale di Wes Craven Nightmare (1984) furono le facce popolari dei film horror negli anni ottanta, con la nascita di vere e proprie icone come quelle di Michael Myers, Freddy Krueger e Jason Voorhees.
Film horror originali continuarono ad apparire sporadicamente: Hellraiser (1987) di Clive Barker e La bambola assassina (1988) furono entrambi lodati dalla critica, e anch'essi lanciarono alcuni seguiti, che furono considerati di qualità inferiore sia dalla critica che dai fan. Nel 1980 uscì uno dei più importanti ed influenti film horror di tutti i tempi, Shining, tratto dall'omonimo romanzo di Stephen King e diretto da Stanley Kubrick.
Un esempio di film horror metafisico e apocalittico altrettanto valido (ma meno fortunato riguardo al successo di pubblico) è Possession (1981), diretto da Andrzej Żuławski, metafora apocalittica sulla separazione di un uomo e una donna che si amano ma non riescono a comprendersi: la macabra storia si svolge in una Berlino immaginaria, deserta e spettrale divisa ancora dal muro di due diverse fazioni.
Gli incassi al botteghino per i sanguinosi horror moderni iniziarono a calare, come dimostrato da La cosa (1982) di John Carpenter, che ebbe poco successo. Tuttavia aumentò il mercato dell'home video, nonostante la nuova generazione di film avesse un tono meno tenebroso. Motel Hell (1980) e Basket Case (1982) di Frank Henenlotter furono i primi film degli anni ottanta a rivoluzionare le convenzioni dei film horror del precedente decennio (i film sugli zombi come La notte dei morti viventi e Zombie contenevano una satira e una critica della società, ma erano più tetri che divertenti). Re-Animator di Stuart Gordon, Il ritorno dei morti viventi di Dan O'Bannon e The Toxic Avenger di Lloyd Kaufman (tutti del 1985) furono seguiti dal remake di David Cronenberg de La mosca (1986), che uscì a poche settimane di distanza da Aliens - Scontro finale di James Cameron. La casa 2 (1987), sequel de La casa (1981), entrambi diretti da Sam Raimi, conteneva una violenza comica, nella quale le risate venivano provocate da alcune sequenze splatter, come nel caso di Violent Shit (1987), del regista tedesco Andreas Schnaas. Il regista neozelandese Peter Jackson seguì i passi di Raimi realizzando Fuori di testa (1987), avendo a disposizione un budget ridottissimo.
I film horror continuarono a provocare dibattiti: nel Regno Unito, la crescita della vendita di videocassette aumentò il rischio che i film descritti sopra potessero finire in mano a bambini piccoli. Molti film furono classificati come "visioni sconsigliate" e censurati. Negli USA, Natale di sangue, un film molto controverso del 1984, fallì al cinema e fu ritirato dalla vendita per il suo protagonista, un Babbo Natale assassino.
Negli anni ottanta, con l'abbattimento dei costi produttivi e con la diffusione delle VHS l'horror diviene alla portata di tutti; sia come fruizione, sia come produzione. Si ha infatti in questi anni la proliferazione dei sottogeneri (come tentativo di imporsi nelle nuove nicchie di mercato), su tutti lo splatter; mentre sul fronte di personaggi e rappresentazioni sociali, si raggiunge un vero e proprio delirio, l'intenzione di piccole produzioni di riempire tutte le nicchie possibili porta a resuscitare personaggi come i gremlins o gli elfi così come gli zombie e, più tardi anche le bambole assassine.

### Anni novanta
Nella prima metà degli anni novanta, il genere continuò con i temi degli anni ottanta. Ci furono alcuni film che non ebbero particolare successo come la serie di Leprechaun. I film Nightmare, Venerdì 13 e Halloween ebbero tutti dei seguiti negli anni novanta, molti dei quali ricevettero un discreto successo al botteghino, nonostante sia la critica che il pubblico considerassero i film di basso livello, con l'eccezione di Nightmare - Nuovo incubo di Wes Craven.
Nota: Nightmare - Nuovo incubo, insieme a Il seme della follia, La metà oscura e Candyman - Terrore dietro lo specchio, fecero parte di un piccolo movimento di horror "auto-riflessivo". Ogni film toccò temi del mondo reale, oltre a quelli della finzione orrorifica. Candyman ad esempio collegò una leggenda metropolitana e il realistico orrore del razzismo che produsse un mostro. Il seme della follia ha un approccio più letterario: il protagonista diventa parte di un romanzo che uno scrittore (di cui lui era alla ricerca) sta scrivendo. Questo stile diventò più ironico quando fu girato Scream.
Il film canadese Cube - Il cubo (1997) fu probabilmente uno dei pochi horror degli anni novanta a basarsi su un concetto relativamente nuovo; il regista fu capace di evocare una vasta gamma di paure, e toccò una varietà di temi sociali (come la paura della burocrazia) che non erano stati esplorati precedentemente.
Due problemi principali spinsero l'horror classico in secondo piano durante questo periodo: in primo luogo, il genere horror fu sopraffatto dalla continua proliferazione di film splatter e sanguinosi; in secondo luogo, il pubblico adolescente che aveva assistito ai film dei precedenti decenni crebbe e passò alla visione di film di fantascienza, che attiravano la gente grazie all'utilizzo di nuove tecniche negli effetti speciali.
Per riattirare il pubblico, l'horror diventò più auto-ironico, specialmente nella seconda metà degli anni novanta. Splatters - Gli schizzacervelli (1992) di Peter Jackson portò i film splatter a un livello comico. Dracula di Bram Stoker (1992) di Francis Ford Coppola, prevedeva un insieme di attori di differenti epoche cinematografiche, riprendendo lo stile dei film della Hammer degli anni sessanta e con una trama che si concentra sia sulla trama del romanzo che sugli aspetti orrorifici. I film della serie Scream, iniziata nel 1996 da Wes Craven, coinvolgevano dei teenager molto interessati ai film horror (infatti in questi film troviamo molti riferimenti ai classici come "Halloween") dove si mescolava comicità a spavento.
Oltre ai popolari film horror in lingua inglese degli ultimi anni novanta, solo il film indipendente The Blair Witch Project (1999) provocò spaventi notevoli. Il successo internazionale Ring (1998) di Hideo Nakata, lanciò una serie di film horror che si concentravano su temi psicologici piuttosto che sul sangue. Il sesto senso (1999) di M. Night Shyamalan fu un esempio di grande successo.
Negli anni novanta il cinema horror si modifica nuovamente. Ciò che avviene può essere definito come il rendere quotidiano l'orrore che nei decenni precedenti era considerato distante. Da una parte vi è l'umanizzazione di personaggi negativi anche classici (si veda il complesso personaggio del conte Vlad in Dracula di Bram Stoker) dall'altra si ha la generalizzazione del male, il mostro è un uomo, ma stavolta non si è più sicuri di chi sia, chiunque è imputabile e di chiunque si può dubitare; è la società malata che crea e che nasconde il mostro. Caratteristica comune all'horror classico è che comunque il mostro è ben individuabile ed il bene è sempre presente e spesso vince.

### Anni duemila
Dopo Ring (1998), altri film horror giapponesi - oltre che statunitensi - furono prodotti ricevendo un discreto successo: i cosiddetti "J-Horror", come Ju-on (2000) di Takashi Shimizu e Kairo (2001) di Kiyoshi Kurosawa. Altre novità nell'horror vennero dall'animazione giapponese, e la loro cultura cinematografica iniziò ad affacciarsi in occidente.
Si continuò ad attingere ai personaggi dai classici del cinema horror, con remake, sequel e omaggi a film dei decenni precedenti. Da ricordare per il discreto successo al botteghino sono Freddy vs. Jason (2003), la "riesumazione" dei vecchi mostri della Universal con Van Helsing (2004), il prequel a L'esorcista (L'esorcista - La genesi), e altri sequel ad Halloween e La bambola assassina. Alcuni remake degni di nota sono The Ring (2002) di Gore Verbinski (remake del film giapponese Ring), L'alba dei morti viventi (2004) (remake del film di Romero Zombi) e Amityville Horror (2005), remake dell'omonimo film del 1979.
Nel 2005 uscì il film Constantine.
Il genere zombie ebbe una rinascita in tutto il mondo, anche grazie ai videogiochi. Alcuni di questi giochi sono diventati anche film (ad esempio Resident Evil del 2002 e Silent Hill del 2006). La casa dei 1000 corpi di Rob Zombie, Cabin Fever di Eli Roth e Wrong Turn di Rob Schmidt ripresero le caratteristiche degli anni settanta e ottanta, con l'utilizzo dei primi metodi per spaventare.
I film horror originali di questo periodo sfruttarono i teenager come la serie di Final Destination, iniziata nel 2000, e i film più seri di M. Night Shyamalan.
James Gunn, scrittore dei film su Scooby-Doo, scrisse e diresse Slither. Uscito nel 2006, non ebbe molto successo al botteghino, ma ricevette migliori recensioni rispetto a ogni altro horror americano degli ultimi anni.
Un fenomeno particolare, ora molto comune nei film horror, è quello di essere vietati negli USA ai minori di 13 anni non accompagnati. Film come Stay Alive e Al calare delle tenebre hanno elementi caratteristici dei film horror e alcuni considerano il divieto troppo restrittivo. I film horror con tale divieto negli Stati Uniti sono solitamente storie di fantasmi (The Ring, The Exorcism of Emily Rose, White Noise - Non ascoltate), mentre la maggior parte di film horror continua ad avere il divieto ai minori di 17 anni non accompagnati (Saw - L'enigmista, Hostel).
Saw è la serie orrorifica che inaugura il filone torture movie (o Torture porn i cui elementi ricorrenti sono violenza, tortura, nudità e sadismo) e diventa il maggior successo commerciale dell'horror moderno creando una nuova figura di mostro: l'enigmista.
L'horror britannico torna al successo con film come 28 giorni dopo (2002), Dog Soldiers (2002), L'alba dei morti viventi (2004) e The Descent (2005).
La compagnia di wrestling World Wrestling Entertainment lanciò la WWE Films, il primo film della nuova casa produttrice è stato Il collezionista di occhi, un film horror con il wrestler Kane.
Un altro trend è il remake dei film horror asiatici come One Missed Call, The Eye, Shutter e A Tale of Two Sisters.
Le grandi innovazioni, in ambito horror, del primo decennio del 2000 sono il già citato torture porn e le caratteristiche che al momento si possono riscontrare quasi esclusivamente nel cinema di Rob Zombie. 
Il torture porn è un sottogenere solo in parte simile allo splatter. Da questo mutua la violenza esposta, ma mentre il gore ha la tendenza a mostrare il sangue, la morte violenta; il torture movie vuole mostrare la sofferenza, al di là degli spargimenti di sangue, e la morte è solo l'ultima tappa di un lungo processo e comunque non è predominante (ciò è all'opposto dello splatter). I significati sociologici possono essere molti, al di là del già citato abu-graib, anche l'esposizione ostentata di video con uccisioni efferate o torture su internet (in particolare quelli con protagonisti fondamentalisti islamici), e dall'altra parte anche il fenomeno dei video su YouTube che spontaneamente si portano a mostrare le sofferenze o la violenza inutile. Da sottolineare che il torture movie, come già aveva fatto lo splatter, non si è limitato ad essere un sottogenere, ma ha creato un nuovo linguaggio; molti horror di questo decennio al di là degli stilemi classici affiancano un gusto per la sofferenza (sia psicologica che fisica) che manca quasi completamente nei decenni precedenti; esemplare in questo senso il remake fatto di Non aprite quella porta. Intanto nel 2003 esce il film Underworld. Infine è da citare il già menzionato Rob Zombie, il quale fa un discorso particolare per quanto riguarda storia e regia. Le tematiche sono infatti la naturale progressione del discorso iniziato negli anni sessanta con l'umanizzazione del mostro; il concetto viene portato alle estreme conseguenze (per ora), con l'idea di male esteso alla società prima che al mostro; Rob Zombie infatti mette in scena il lato umano di figure orribili non senza ironia nera ed eccessi; personaggi tutti calati in una società identica a loro per metodi e comportamenti anche se con fini diversi (nei suoi film i poliziotti non sono molto diversi dai criminali); è quindi la società ad essere un mostro è i devianti non sono che una sua propaggine; il bene sostanzialmente non esiste più. Per quanto riguarda la regia, Zombie adotta moltissimi primi piani eliminando invece i movimenti di macchina; opta poi per una sovraesposizione degli esterni. Il linguaggio creato da Zombie, almeno al momento, non è però entrato nel genere horror e rimane limitato al microcosmo del regista. Negli anni che vanno dal 2007 al 2011 esce la trilogia di Paranormal Activity. Il film, girato come falso documentario, è solo uno dei tanti girati con questa tecnica di ripresa (Cannibal Holocaust, The Blair Witch Project, Il quarto tipo, Rec..) e riscuote un grandissimo successo, considerato il bassissimo budget di produzione.

### Anni 2010
Tra le novità del decennio spicca il ritorno di Pennywise sul grande schermo: i due capitoli del remake di It (datati 2017 e 2019) sono stati indiscutibili campioni di incassi al botteghino internazionale. Nel 2018 usci anche l'undicesimo film della serie Halloween intitolato Halloween, che diviene una delle pellicole di maggiore successo della serie.
In questi anni l'horror ha spinto i propri confini affrontando temi complessi e socialmente rilevanti.
Si assistette all'affermazione dei sottogeneri psicologico (Babadook) e soprannaturale (The Conjuring).
Fra le nuove leve del genere in questi anni si posso riscontrare registi e sceneggiatori quali: Jordan Peele (Scappa - Get Out, Noi), Ari Aster (Hereditary - Le radici del male, Midsommar - Il villaggio dei dannati) e Robert Eggers (The Witch, The Lighthouse).

### Anni 2020
Nei primi anni 2020 abbiamo avuto la trilogia innovativa di X del regista  Ti West, composta da X (2022), Pearl (2022) e MaXXXine (2024). Spicca il ritorno di  Ari Aster col film Beau ha paura. C'è stato il ritorno di alcune saghe horror slasher, come Scream e Non aprite quella porta. Nel 2023 con il film Winnie the Pooh-sangue e miele inizia il filone delle rivisitazioni in chiave horror dei classici per bambini, per via della scadenza dei diritti d'autore. Spicca l'arrivo del regista Oz Perkins, figlio del defunto Anthony Perkins, con film come Longlegs (2024). Coralie Fargeat rinnova il body-horror con The Substance (2024) con Demi Moore, con cui l'attrice vince anche un Golden globe.
A dicembre 2024 arriva il secondo remake di Nosferatu il vampiro (1922), diretto da Robert Eggers (Nosferatu).
Damien Leone ottiene successo con i suoi Terrifier 2 e Terrifier 3 che riportano dopo tanto tempo tantissima violenza esplicita al cinema e hanno provocato svenimenti del pubblico in sala.

## Cinema dell'orrore gotico
Il cinema gotico nasce con il cinema horror con pellicole come Nosferatu o Il golem, passando per la casa di produzione Hammer (serie di film di Dracula, de La mummia e di Frankenstein), Terence Fisher, Roger Corman e Mario Bava. Tim Burton è senz'altro uno dei registi cardine del cinema gotico contemporaneo, ma non del gotico classico poiché ne offre una versione contaminata da influenze glam e pop e da una forte ironia.
Elementi tipici del cinema horror gotico sono principalmente le atmosfere gotiche. Temi e personaggi ricorrenti sono mostri, vampiri, zombie (o altre forme di non-morti), lupi mannari, fantasmi, demoni, antiche maledizioni, creature possedute dal demonio, occulto, animali demoniaci, oggetti inanimati dotati di una vita proveniente dalla magia, streghe, scienziati pazzi, case infestate, cannibali e creature extraterrestri.
Storie e personaggi provenienti dalla letteratura, specialmente dai romanzi gotici, sono diventati molto popolari ed hanno ispirato molti sequel e remake. Tra questi sono da ricordare Dracula, Frankenstein, La mummia, Lo strano caso del dottor Jekyll e del signor Hyde, L'uomo invisibile, i racconti di Poe e Lovecraft.
Non di rado i film horror sono debitori di altri generi, in particolare il cinema di fantascienza, i film fantasy ed i thriller. I confini tra film horror e questi non sono sempre precisi, diventando così oggetto di dibattiti tra critici e fan.
I film horror giapponesi, che puntano molto su atmosfere inquietanti, stanno riscuotendo in tempi recenti un certo successo, tanto che di alcune di queste pellicole vengono girati dei rifacimenti (remake) negli Stati Uniti (tra questi, The Ring, The Grudge, Dark Water e The Eye).
Generalmente i film horror estremo-orientali tendono a descrivere per lo più storie di fantasmi e vendette, mentre quelli occidentali si basano più su mostri concreti, spesso creati dalla società stessa; la sostanziale differenza può, forse, essere spiegata dagli influssi che le rispettive religioni hanno avuto sulle due società, rispettivamente la religione Buddista/shintoista con il concentrare l'attenzione sull'anima, la reincarnazione, la presenza di spiriti nelle cose e il raggiungimento di uno stato di pace puramente spirituale ha portato alla considerazione delle sole presenze spiritiche; dall'altra la religione cristiana, con la presenza di un nemico, il diavolo, non solo mostruoso e malvagio, ma anche estremamente reale e concreto ha portato ad un interessamento di tutte le variabile che l'idea di mostro tangibile e sanguinario può aver portato. In tempi recenti si sta formando poi un nuovo filone, quello che può essere definito come Horror spagnolo (nato, sostanzialmente da Guillermo del Toro; il cui film più rappresentativo è Il labirinto del fauno, non è il primo di questo genere, ma rimane il migliore ed il più rappresentativo per la presenza di tutte le tematiche essenziali) che ha come tratti caratteristici la presenza di bambini sospesi tra due mondi, uno reale e l'altro fantastico/spiritico; questi film hanno ampie connessioni con la realtà attuale o storica (soprattutto quelli del fondatore del genere, Del Toro stesso) e più in generale tendono ad essere usati come mezzo per descrivere stati d'animo o agnizioni completamente realistiche, di cui la componente fantastica fa da contraltare creando un mondo di fuga, ma al tempo stesso ignoto, e quindi spaventoso.